# Andrea Pistella
Andrea Pistella (Rapolano Terme, 22 aprile 1966) è un ex calciatore italiano, di ruolo attaccante.

## Biografia
È sposato con Beatrice dalla quale ha avuto due figli, Alessandro (1995) e Francesca (2002).

## Carriera
Cresciuto nel Siena, all'età di 17 anni vi esordisce in Serie C1, centrando alla seconda stagione il primo posto in classifica sempre con la Robur.
Viene quindi ceduto al Poggibonsi dove disputa quattro stagioni, tre nel Campionato Interregionale ( capocannoniere del girone nella stagione 1987/88) e una dopo la vittoria del campionato in Serie C2.
Effettua quindi un doppio salto di categoria, venendo acquistato dalla Carrarese militante in Serie C1. La stagione successiva, nuovo salto di categoria, passando al Barletta in Serie B.
Nel 1991 raggiunge l'ultimo gradino della scalata fino alla massima serie con l'approdo al Cagliari, dove disputa 17 partite senza andare però mai a rete. Nel 1992 torna quindi in Toscana, precisamente alla Lucchese dove rimane fino al 1996, arricchite da due esperienze in prestito prima al Taranto e poi all'Acireale.
Nel 1996 arriva al Castel di Sangro neopromosso in serie cadetta e poi in sequenza esperienze con il Brescello, nuovamente con la Carrarese e infine con il Novara.

## Palmarès

### Club
- Campionato italiano Serie C2: 1

Siena: 1984-1985 (girone A)
- Campionato Interregionale: 1

Poggibonsi: 1987-1988 (girone F)

### Individuale
- Capocannoniere del Campionato Interregionale: 1

1987-1988 (girone F)